# Imagen digital

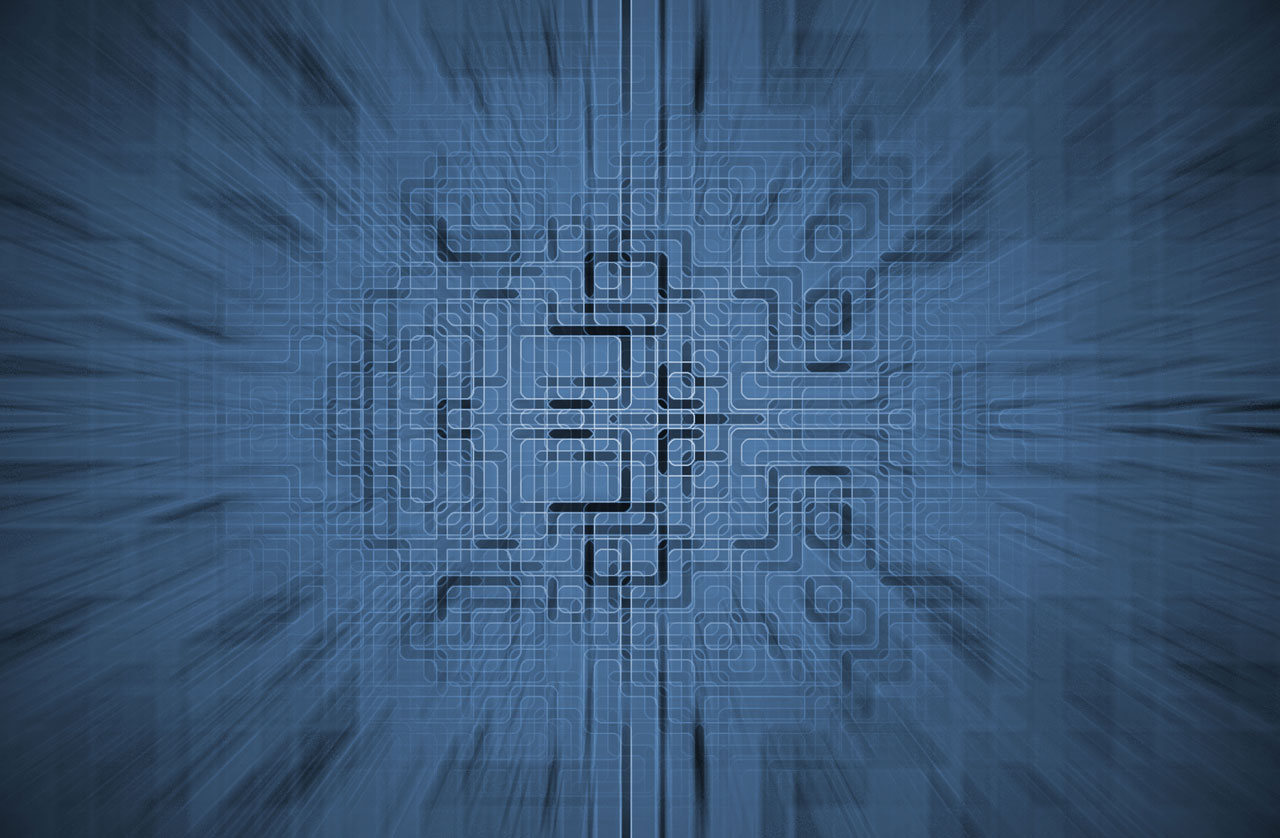
Imágenes de alta tecnología

Una imagen digital o un gráfico digital es una representación bidimensional de una imagen a partir de una matriz numérica, frecuentemente en binario (unos y ceros). Dependiendo de si la resolución de la imagen es estática o dinámica, puede tratarse de una imagen matricial (o mapa de bits) o de un gráfico vectorial. El mapa de bits es el formato más utilizado en informática.

## Obtención
Las imágenes digitales se pueden obtener de varias formas:
- Por medio de dispositivos de entrada conversión analógica-digital como los escáneres y las cámaras digitales.
- Directamente mediante programas informáticos editores de mapas de bits y dibujo vectorial, como por ejemplo realizando dibujos con el ratón o en una tableta digitalizadora gráfica mediante el lápiz óptico, por otro lado mediante un programa de renderización 3D a mapa de bits.
- A través de la inteligencia artificial, por ejemplo, introduciendo una instrucción (prompt) en un modelo texto a imagen.

- SVG para gráficos vectoriales, formato estándar del W3C (World Wide Web Consortium).

Las imágenes digitales se pueden modificar mediante filtros, añadir o suprimir elementos, modificar su tamaño, etc. y almacenarse en un dispositivo de grabación de datos como por ejemplo un disco duro.

## Estructura
La mayoría de formatos de imágenes digitales están compuestos por una cabecera que contiene atributos (dimensiones de la imagen, tipo de codificación, etc.), seguida de los datos de la imagen en sí misma. La estructura de los atributos y de los datos de la imagen es distinto en cada formato.
Además, los formatos actuales añaden a menudo una zona de metadatos ("metadata" en fotografía, escala de sensibilidad, flash, etc.) Estos metadatos se utilizan muy a menudo en el formato extensión cámaras digitales y videocámaras.

## Historia
La primera imagen digital tenía 30.976 píxeles, mide 5 cm x 5 cm y retrata a un bebé de 3 meses. Fue realizada mediante escaneo por Russell A. Kirsch en 1957. Este fue el punto de inflexión que precedió a la segunda mitad del siglo XX, periodo en el que se potenció su desarrollo gracias a los avances tecnológicos que resultaron de la exploración espacial.